# Hydrillodes
Hydrillodes  (лат.) — род чешуекрылых из подсемейства совок-пядениц.

## Описание
Передние крылья узкие, вторая и третья медиальные жилки на передней паре крыльев располагаются на общем стебле, отходящем от одного ствола с первой кубитальной жилкой. У самца вершины передних крыльев сильно закруглены.

## Классификация
В составе рода 59 видов, в том числе:
- Hydrillodes abavalis Walker, 1859
- Hydrillodes aroa Bethune-Baker, 1908
- Hydrillodes astigma Prout,
- Hydrillodes aviculalis Guenée, 1862
- Hydrillodes basalis Moore, 1867
- Hydrillodes bryophiloides Butler, 1876
- Hydrillodes buruensis Holland,
- Hydrillodes captiosalis Walker, 1859
- Hydrillodes carayoni Viette, 1981
- Hydrillodes cauloneura Prout,
- Hydrillodes cleobisalis Walker, 1858
- Hydrillodes comoroana Viette, 1981
- Hydrillodes contigua Wileman, 1915
- Hydrillodes crispipalpus Collenette, 1929
- Hydrillodes dimissalis Walker, 1865
- Hydrillodes discoidea Viette, 1961
- Hydrillodes grisea Bethune-Baker, 1908

## Распространение
Представители рода встречаются Палеарктической, Афротропической, Ориентальной и Австралийской областях